# Niżnije Pryski
Niżnije Pryski (ros. Нижние Прыски) – wieś (sieło) w Rosji, w obwodzie kałuskim, w rejonie kozielskim. W 2010 liczyła 513 mieszkańców.